# Násir ad-Dín Šáh
Násir ad-Dín Šáh (persky ناصرالدین شاه قاجار‎‎; 16. července 1831 – 1. května 1896) byl čtvrtý perský šáh z rodu Kádžárovců. Vládl od 5. září 1848 do své smrti následkem atentátu. Jeho dlouhá absolutistická vláda výrazně ovlivnila dějiny Persie. Jeho první ministerský předseda Amír Kabír byl mimořádně schopný politik, který zahájil Západem inspirované reformy perské ekonomiky a vzdělávacího systému. Šáh ho však nechal roku 1852 zavraždit a postup reforem se zpomalil.

## Životopis
V roce 1856 dobyl emirát Herát, který byl podporován Spojeným královstvím. Britové to považovali za ohrožení jejich aktivit v Britské Indii a v listopadu 1856 vyhlásili Íránu válku. Ta skončila po pěti měsících dohodou o stažení Íránců z Herátu.
Byl prvním moderním panovníkem Íránu, který navštívil Evropu, a to v letech 1873, 1878 a 1889. V roce 1873 byl také prvním íránským panovníkem, který obdržel britský Podvazkový řád.
Za Násirovy vlády začalo prodávání koncesí, spojených obvykle s monopolem, západním ekonomickým subjektům. Tak Persie ztratila kontrolu nad bankovnictvím, prodejem tabáku a podobně. Současně uvažoval o několika modernizačních reforem (ohledně daňového řádu, omezení soudní moci duchovních, posílení armády, založení první vysoké školy). Za jeho vlády také došlo k výstavbě silnic a telegrafů a zavedení poštovních služeb. Ačkoliv se pro reformy inspiroval v západních zemích, lidu vládl jako diktátor a přínos ze služeb měly jen elity.
V roce 1872 si s pomocí úplatků britský baron Paul Julius Reuter vyjednal u šáha koncesi na téměř veškeré tehdy známé přírodní bohatství Persie a její industrializaci. Reuter získal sedmdesátiletý monopol na stavbu a provoz železnice, na výnos z dolů (kromě dolů na zlato, stříbro a drahé kameny), na výstavbu vodních kanálů a kanátů a veškeré komunikační infrastruktury (silnic a telegrafů), a také podíly ze všech postavených továren a mlýnů. Na dobu dvacetipěti let měl také monopol na výběr cel. Persii měl být ponechán pouze podíl zhruba 20 % na výnosech z industrializace země. Po zveřejnění znění koncese sklidila všeobecné pobouření všech vrstev Persie a krátce nato byla anulována. Koncese přesto byla jedním z momentů posílení antibritských nálad v perské společnosti.
V roce 1890 podepsal s britským majorem Geraldem F. Talbotem koncesi na padesát let, která mu udělovala monopol na pěstování tabáku v zemi a obchodování s ním. Později musel kontrakt zrušit poté, co byla ájatolláhy vydána fatva na pěstování a konzumaci tabáku.
Šáhovy koncese pro zahraniční investory byly jedním z prvních impulzů pro zrod íránského nacionalismu. 
V roce 1896 byl zastřelen při návštěvě mešity islamistickým atentátníkem, kterým byl Mírzá Rezá Kermání. Kermání byl vyznavačem islámského nacionalisty Džamáluddína Afgháního. Atentát společensky narušil neotřesitelnost autokracie šáha. Společenská krize vyústila v letech 1905 až 1911 íránskou konstituční revolucí a ustanovením parlamentu.
Násir ad-Dín měl 25 manželek, které mu daly 14 synů a neznámé množství dcer. Zajímal se o umění, psal verše, maloval a věnoval se fotografii.

## Malba a fotografie
Násir ad-Dín Šáh se velmi zajímal o malbu a fotografii. Byl to talentovaný malíř a přestože nebyl vyškolen, byl odborníkem na kreslení perem a inkoustem. Dochovalo se několik jeho kreseb perem a inkoustem. Byl jedním z prvních Peršanů, který byl fotografován, a zároveň byl patronem fotografie, který sám pořídil stovky fotografií. Byl zároveň patronem umění. V paláci Golestan založil fotografické studio.